# Kammerphilharmonie Leipzig
Die Kammerphilharmonie Leipzig bestand aus Musikerinnen und Musikern, die an der Hochschule für Musik und Theater „Felix Mendelssohn Bartholdy“ Leipzig studierten oder diese absolviert haben und heute in Orchestern wie dem Gewandhausorchester und dem mdr-Sinfonieorchester tätig sind. Das seit 2000 bestehende Orchester pflegte ein umfangreiches Repertoire vom Barock bis zur Moderne, u. a. mit Konzerten im Großen Saal des Leipziger Gewandhauses und im Konzerthaus Berlin sowie mit traditionellen Galakonzerten zum Jahreswechsel. Konzertreisen führten das Ensemble unter anderem nach China, Korea, Indien und die USA. Das Orchester arbeitete eng mit Leipziger Chören, Gastdirigenten, renommierten und international ausgezeichneten Solisten zusammen. Das musikalische Angebot wurde durch den Philharmonischen Chor sowie den Philharmonischen Jugendchor Leipzig ergänzt.
Die Kammerphilharmonie arbeitete unter der künstlerischen Leitung von Michael Köhler.
Die Kammerphilharmonie Leipzig e.V. wurde 2017 aufgelöst.